# Acanthopagrus
Acanthopagrus – rodzaj morskich ryb z rodziny prażmowatych (Sparidae). 

## Zasięg występowania
Wschodnia część Oceanu Indyjskiego, zachodni i północno-zachodni Ocean Spokojny.

## Klasyfikacja
Gatunki zaliczane do tego rodzaju:
| - Acanthopagrus akazakii - Acanthopagrus australis - Acanthopagrus berda – sparus berda, sparus ziemny - Acanthopagrus bifasciatus – sparus czarnolicy - Acanthopagrus butcheri - Acanthopagrus catenula - Acanthopagrus chinshira - Acanthopagrus estuarius - Acanthopagrus latus – latus, latus żółty, sparus szeroki | - Acanthopagrus novaecaledoniae - Acanthopagrus omanensis - Acanthopagrus pacificus - Acanthopagrus palmaris - Acanthopagrus randalli - Acanthopagrus schlegelii - Acanthopagrus sivicolus - Acanthopagrus taiwanensis - Acanthopagrus vagus |

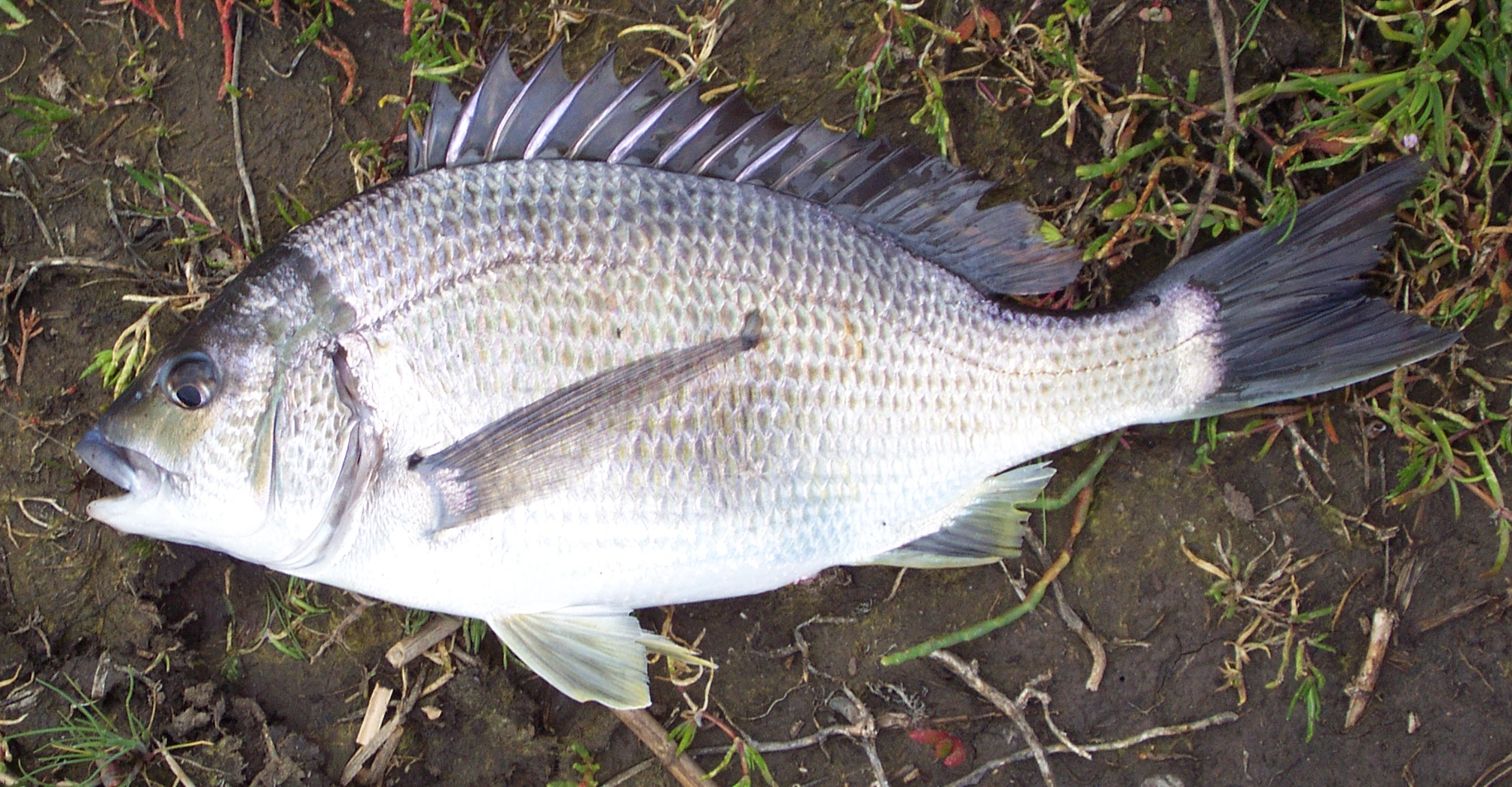
Acanthopagrus butcheri
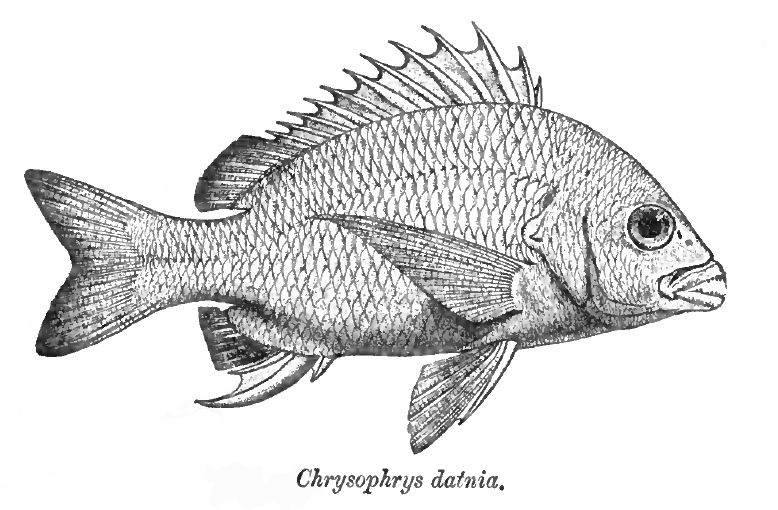
Acanthopagrus latus
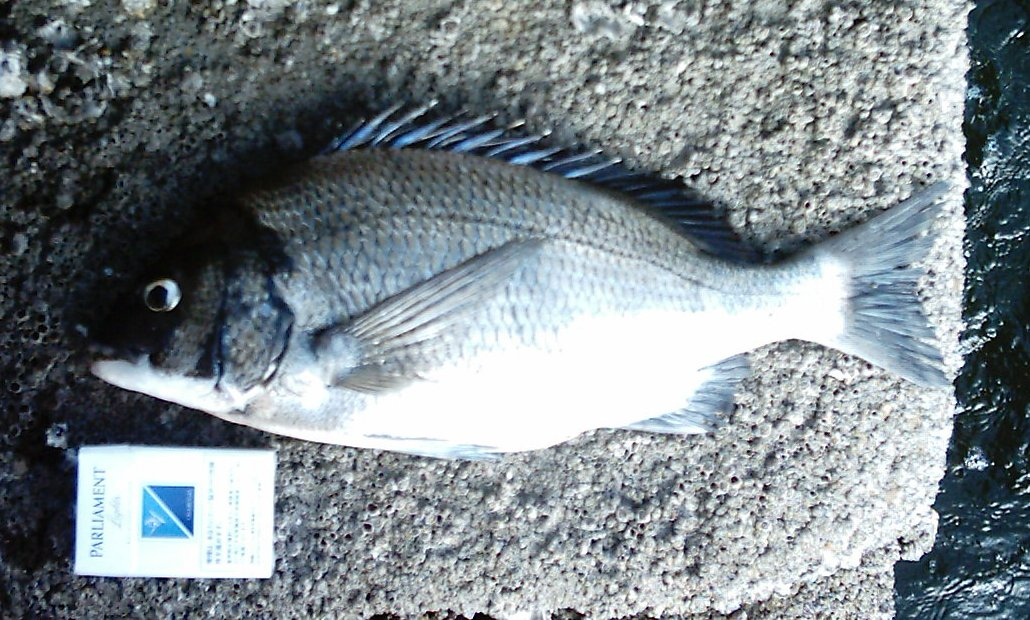
Acanthopagrus schlegelii